# Littorina-Transgression
Als Littorina-Transgression wird ein regionales Transgressionsereignis in Nordmittel- und Nordeuropa bezeichnet, das mit dem nacheiszeitlichen glazioeustatischen Meeresspiegelanstieg in Zusammenhang steht und u. a. die Bildung der Ostsee in ihrer heutigen Form einleitete. Dabei drang Salzwasser vom Atlantik bzw. von der Nordsee über das Kattegat und die dänischen Belte und Sunde in das mit Süßwasser (Schmelzwasser) gefüllte Ostseebecken ein. Die Transgression ist nach der Brackwasser anzeigenden „Gemeinen Strandschnecke“ (Littorina littorea) benannt, deren fossile Gehäuse in entsprechend alten Ablagerungen des Ostseebeckens plötzlich auftreten.
Der genaue Zeitpunkt des Einsetzens der Transgression ist unklar, genauso wie die Frage, ob es sich um ein einzelnes Ereignis handelte, oder um eine Serie von Transgressionsereignissen. Erste Anzeichen für brackische Verhältnisse in der südwestlichen Ostsee (Blekinge, Bornholmer Becken) finden sich schon in Sedimenten aus der Zeit um 8030 v. Chr. (8900 unkalibrierte 14C-Jahre BP *). Verschiedene Rekonstruktionen der Entwicklung des Meeresspiegels in der südwestlichen Ostsee zeigen einen raschen Anstieg zwischen etwa 6900 und 4900 v. Chr. (8000 bis 6000 unkalibrierte 14C-Jahre BP *) mit Anstiegsraten des Wasserstandes von 2,5 cm/a zwischen 6820 und 6150 v. Chr. (7900 bis 7300 unkalibrierte 14C-Jahre BP *). Die Littorina-Transgression führte vor allem in dieser Region zu dramatischen Veränderungen in den Ökosystemen und im Verlauf der Küstenlinien. Die Transgression endete um 4550 v. Chr. (5700 unkalibrierte 14C-Jahre BP *). Nach diesem Datum fanden keine bedeutenden Änderungen des Wasserstandes in der Ostsee mehr statt.
Strittig ist auch die Frage, welche der drei Meerengen zwischen Nord- und Ostsee (Großer Belt, Kleiner Belt, Öresund) zuerst als Einfallstor für das Salzwasser fungierte. Für die Siedlungsgeschichte an der südlichen Ostsee ist dies von großer Bedeutung. Je nachdem, ob die Überflutung durch die Belte oder den Öresund erfolgte, wären die ufernahen Siedlungen südwestlich oder nordöstlich der Darßer Schwelle ** zuerst davon betroffen gewesen. Radiokarbon-Datierungen des als solchen identifizierten Transgressionshorizontes im Mecklenburger Becken und im Arkona-Becken deuten darauf hin, dass der Meereseinbruch zuerst über die Belte erfolgte, da für diese Sedimente im Mecklenburger Becken ein um rund 500 14C-Jahre höheres Alter ermittelt wurde. Dies steht auch im Einklang mit der heute deutlich geringeren Mindesttiefe des Öresundes (8 m, Drogden-Schwelle) gegenüber den Belten und der Darßer Schwelle (≥ 20 m). Im Widerspruch dazu steht das hohe Alter marin beeinflusster Ablagerungen in Blekinge und im Bornholmer Becken. Offenbar drang das Meer also schon vor der Flutung des Mecklenburger und Arkona-Beckens über den Öresund in einige Bereiche der südlichen Ostsee ein. Die geringe heutige Tiefe der Drogden-Schwelle wäre mit einer übermäßig starken Anhebung der Öresundregion erklärbar, die mit tektonischen Bewegungen an der Teisseyre–Tornquist-Linie in Zusammenhang stehen könnten.
Das im Zuge der Littorina-Transgression entstandene Binnenmeer wird paläogeographisch Littorinameer genannt. Es kann als das erste Stadium der heutigen Ostsee aufgefasst werden. Daten, die jeweils mittels verschiedener Methoden erhalten wurden, deuten darauf hin, dass der Salzgehalt des Littorinameeres überall höher war als in den entsprechenden Meeresbereichen der heutigen Ostsee, wobei aber nirgends vollmarine Bedingungen (d. h. ≈ 35 ‰) erreicht wurden. Die Littorinameer-Phase währte bis ungefähr zur Zeitenwende (ca. 2000 unkalibrierte 14C-Jahre BP *) und wurde von der Lymnaeameer-Phase abgelöst, die durch eine zunehmende Aussüßung des Wasserkörpers gekennzeichnet ist.